# Vulture (UAV)
Vulture är ett förarlöst flygplan som utvecklas av det amerikanska företaget Boeing med finansiellt stöd av DARPA. Flygplanet förväntas kunna vara i drift flera månader i taget utan avbrott för service, bränslepåfyllning och liknande.